# Le Père Goriot (téléfilm, 2004)
Pour les articles homonymes, voir Le Père Goriot (homonymie).

Le Père Goriot est un téléfilm roumano-belgo-français réalisé par Jean-Daniel Verhaeghe, diffusé pour la première fois en 2004. Il s'agit d'une adaptation du roman éponyme de Honoré de Balzac, dans laquelle Charles Aznavour joue le rôle-titre de Jean-Joachim Goriot.

## Synopsis
Dans la pension bourgeoise de madame Vauquer au Quartier latin habite un étrange mélange de personnes : la veuve Couture, qui a avec elle la jeune Victorine Taillefer, que son père renie parce qu'il veut léguer tout son bien à son fils ; Poiret, rentier, qui a l'habitude de répéter ce qu'on vient de dire ; Vautrin, un « fameux gaillard », qui semble connaître tout, avoir été partout et que tous aiment pour ses blagues ; mademoiselle Michonneau, une vieille fille, qui semble s'intéresser à Poiret (et vice versa) ; et enfin Jean-Joachim Goriot, un ancien vermicellier.
Un jour, un nouveau locataire arrive : Eugène de Rastignac vient d'Angoulême pour étudier le droit à Paris. Rastignac veut aussi s'introduire dans le grand monde et pour cela il s'adresse à sa cousine, la vicomtesse de Beauséant. Alors qu'il vient lui rendre visite, il est témoin d'une étrange scène : il voit la comtesse Anastasie de Restaud en compagnie du père Goriot. Puisqu'il rencontre madame de Restaud quelques moments plus tard chez madame de Beauséant, il est assez imprudent pour lui parler de cet incident.
Madame de Beauséant lui raconte alors une histoire tragique. Ce Goriot, veuf, aimait ses deux filles plus que tout au monde. Pour bien les marier, il leur avait donné des dots énormes. L'aînée s'est mariée au comte de Restaud, la cadette, Delphine au baron Frédéric de Nucingen. Cependant, alors que Goriot avait cru se créer une vieillesse où il serait pour toujours le cher père, il a réalisé qu'il constituait une gêne pour ses filles et ses gendres. Il s'est alors banni de la compagnie de ses filles, ne les voyant que clandestinement.
Ce soir là, Rastignac rencontre Delphine au théâtre et tombe amoureux d'elle. Madame de Beauséant lui confie que Delphine aimerait être reçue chez elle et que Rastignac pourra simplement la séduire en lui promettant ce plaisir.
Le père Goriot est ravi d'apprendre qui est le nouvel amant de sa fille. Grâce à l'affection que Rastignac a pour lui, Delphine vient voir son père plus souvent pour pouvoir parler de Rastignac.
Mais Victorine tombe également amoureux de Rastignac, qui la remarque à peine. Vautrin, au contraire, trouve tout de suite un moyen d'en profiter : il propose à Rastignac de faire la cour à Victorine. Vautrin se chargera d'écarter le frère, pour que le père de Victorine soit forcé de l'adopter. Elle deviendra alors l'une des plus riches héritières de Paris et, après le mariage, Rastignac pourra payer quelque cent mille francs à Vautrin. Rastignac, horrifié, refuse, mais Vautrin lui conseille d'y penser encore une fois.
Quelques jours plus tard, un homme s'adresse à mademoiselle Michonneau et Poiret pendant leur promenade. Il dit s'appeler Gondureau et appartenir à la police. Il leur confie qu'on soupçonne Vautrin d'être le fameux Jacques Collin, dit « Trompe-la-Mort », évadé du bagne de Toulon. Gondureau demande à mademoiselle Michonneau de l'aider à confirmer ses soupçons ; pour ce faire, elle doit verser une drogue dans le café de Collin, qui entraîne les symptômes d’un coup de sang, puis vérifier la marque qu'il porte sur l'épaule. Elle accepte.
Un matin, un domestique vient de la part de monsieur Taillefer annoncer à Victorine que son frère est mourant à l’issue d’un duel. Son père la reprend chez lui. Le même jour, mademoiselle Michonneau agit et découvre la marque « J.C. » sur l'épaule de Vautrin. Elle en informe Gondureau et Collin se laisse arrêter tranquillement. Les autres habitants forcent mademoiselle Michonneau à partir et Poiret l'accompagne. Goriot et Delphine avaient déjà prévu depuis quelque temps de trouver un autre logement pour Rastignac et l'y emmènent ce jour-là.
Le lendemain, Anastasie de Restaud vient voir son père car elle a besoin d'argent pour son amant Maxime de Trailles, qui est joueur. Goriot n'a plus le sou et c'est Rastignac qui, après avoir entendu la discussion, offre de lui donner l'argent. Anastasie est indignée qu'il l'ait entendue s’épancher ainsi et une dispute entre les deux sœurs éclate. Goriot réussit à les réconcilier, mais cette dispute lui a brisé le cœur. Quand Anastasie revient parce qu'elle ne peut pas payer la robe qu'elle a commandé pour le bal de madame de Beauséant, Goriot vend tout ce que lui reste.
Il tombe gravement malade et Horace Bianchon, encore étudiant en médecine, désespère de le sauver. Rastignac court avertir ses filles, mais Delphine veut à tout prix aller à ce dernier bal de madame de Beauséant et Rastignac s'y résigne.
Le matin suivant, il essaye encore de faire venir les deux filles au chevet de leur père mais échoue à nouveau. Alors, Goriot s'indigne pour la première fois contre ses filles, les traitant d’ingrates, et demande à Rastignac de leur dire qu'il a encore des millions cachés, pour qu’elles viennent, attirées par l’appât du gain à défaut de la compassion.
Après la mort du vieillard, c'est encore à Rastignac et à Bianchon de payer l'enterrement. Avec le père Goriot, Rastignac enterre aussi tous ses idéaux de jeune homme et, pour commencer la guerre contre la société, va dîner chez madame de Nucingen.

## Fiche technique
- Titre original : Le Père Goriot
- Réalisateur : Jean-Daniel Verhaeghe
- Scénario et dialogues : Jean-Claude Carrière, d'après le roman Le Père Goriot d'Honoré de Balzac
- Photographie : Viktor Zach
- Musique : Carolin Petit
- Décors : Chantal Giuliani, Colin Papura
- Montage : Carole Equer-Hamy
- Costumes : Bernadette Villard, Nicole Meyrat
- Son : Jean-Luc Rault-Cheynet
- Producteur délégué : Jacques Dercourt
- Sociétés de production : Cipango, France 2, RTBF, Saga film, TCC Films Productions, TCR (télévision roumaine)
- Pays d'origine :  France •  Roumanie •  Belgique
- Langue originale : français
- Genre : drame
- Durée : 105 minutes
- Diffusion : France 2004

## Distribution
- Charles Aznavour : Jean-Joachim Goriot dit « le Père Goriot », un ancien vermicellier qui a sacrifié sa fortune pour l'amour de ses filles, client de la pension Vauquer
- Tchéky Karyo : Jacques Collin dit Vautrin, un client mystérieux et inquiétant de la pension Vauquer
- Florence Darel : Delphine de Nucingen, la fille cadette du père Goriot, femme du baron de Nucingen
- Maruschka Detmers : la vicomtesse de Beauséant, la cousine de Rastignac, qui règne sur le Paris aristocratique du faubourg Saint-Germain
- Malik Zidi : Eugène de Rastignac, un aristocrate désargenté qui, débarquant à Paris, s'installe dans la pension Vauquer
- Rosemarie La Vaullée : Anastasie de Restaud, la fille aînée du père Goriot
- Anca-Ioana Androne : Victorine Taillefer, une jeune fille rejetée par son père, cliente de la pension Vauquer
- Nadia Barentin : madame Vauquer, la tenancière de la pension Vauquer
- Pierre Vernier : Poiret, client de la pension Vauquer
- Dominique Labourier : mademoiselle Michonneau, cliente de la pension Vauquer
- Raluca Penu : madame Couture
- Mihai Calin : Horace Bianchon, un étudiant en médecine, client de la pension Vauquer
- Vladimir Ivanov : Gondureau
- Monalisa Basarab : la princesse de Galathionne
- Mihai Alexandru Nicolae : Christophe
- Luana Stoica : Sylvie
- Victor Bucur : le peintre
- Philippe Nevo : un étudiant
- Gelu Nitu : le marquis d'Ajuda-Pinto
- Eugen Cristea : le baron de Nucingen, le mari de Delphine
- Lamia Beligan : Thérèse

## Différences avec le roman
Le film suit très fidèlement l'intrigue du roman. Il n'y a que quelques petites différences :
- Dans le livre, mademoiselle Michonneau et Poiret rencontrent Gondureau deux fois.
- Certains déplacements et rencontres de Rastignac sont écourtés afin de ne pas faire durer le film.